# Sede titolare di Tongeren
Tongeren (in latino: Tungrensis) è una sede titolare della Chiesa cattolica.

## Storia
Tongeren fu sede della più antica diocesi del Belgio, fondata nel IV secolo. Successivamente, verso la metà del VI secolo, la sede fu trasferita a Maastricht. Agli inizi dell'VIII secolo, sant'Uberto spostò la sede a Liegi. Oggi, però, Tongeren rientra nel territorio della diocesi di Hasselt.
Dal 1969 Tongeren è annoverata tra le sedi vescovili titolari della Chiesa cattolica; la sede è vacante dal 5 giugno 2019.

## Cronotassi dei vescovi titolari
- Henri Lemaître † (30 maggio 1969 - 20 aprile 2003 deceduto)
- Pierre Warin (8 luglio 2004 - 5 giugno 2019 nominato vescovo di Namur)